# Anna Cataldi
Pour les articles homonymes, voir Cataldi.
Anna Cataldi (née à Turin le 14 novembre 1939 où elle est morte le 1er septembre 2021) est une journaliste et productrice italienne, engagée dans la défense des droits de l'homme.
Elle est connue pour avoir été productrice exécutive du film Out of Africa, récompensé par un Oscar, ambassadrice de bonne volonté de l'Organisation mondiale de la santé et l'un des premiers messagers de la paix des Nations unies, poste qu'elle a couvert entre 1998 et 2006.

## Biographie
Anna Cataldi a fréquenté le Liceo Artistico di Torino, puis l'École polytechnique de Turin où elle a étudié à la faculté d'architecture.
Anna Cataldi est nommée en 1998 Messager de la paix par Kofi Annan. Elle est l’autrice de Lettres de Sarajevo, qui décrit l’impact de la guerre sur les enfants de Bosnie-Herzégovine. 
Engagée dans la défense des droits de l’homme, elle s’est rendue dans des zones de conflit où l’ONU est présente, notamment dans les Balkans, en Afrique centrale et en Afghanistan.
Elle est divorcée de Giorgio Falck, membre d'une famille d'aciéristes milanais (groupe Falck). D'une liaison extra-conjugale avec le prince Carlo Caracciolo, patron de presse (La Repubblica, entre autres) est née en 1972 Jacaranda Caracciolo Falck (reconnue par son père en 1982 et adoptée en 1996).